# BK Dnipro
BK Dnipro (ukr. Баскетбольний клуб «Дніпро», Basketbolnyj Kłub „Dnipro”) – ukraiński klub koszykarski, mający siedzibę w mieście Dniepr.

## Historia
Chronologia nazw:
- 2003: BK Dnipro Dniepropetrowsk (ukr. БК «Дніпро» Дніпропетровськ)
- 2016: BK Dnipro (ukr. БК «Дніпро»)

Klub koszykarski Dnipro Dniepropetrowsk został założony w Dniepropetrowsku 12 grudnia 2003 roku. W sezonie 2004/05 zespół rozpoczął występy w Superlidze, ale nie zakwalifikował się do pierwszej ósemki. W sezonie 2005/06 był czwartym w Superlidze. W sezonie 2006/07 odpadł w ćwierćfinale. W 2007/08 został sklasyfikowany na 8. pozycji. W sezonie 2008/09 po raz pierwszy w historii europejskiej koszykówki nastąpił podział krajowego związku koszykówki. Formalnie powodem podziału był brak akceptacji przez FBU pewnych ograniczeń. W szczególności limit wynagrodzeń, który istnieje w Stanach Zjednoczonych i limit dla zagranicznych graczy. Niektóre kluby, które nie zrezygnowały z tego stanowiska, zjednoczyły się w nowej lidze – Ukraińskiej Lidze Koszykówki (UBL), reszta pozostała w Superlidze. Dnipro startował w UBL. W 2009, po połączeniu dwóch lig, a mianowicie UBL i Superligi, klub uplasował się na 7. pozycji w Superlidze. Dopiero w sezonie 2014/15 osiągnął swój najlepszy sukces, finiszując drugim. W sezonie 2015/16 ponownie mistrzostwa Ukrainy rozgrywane w dwóch osobnych ligach, podporządkowanej FBU SL Favorit Sport oraz w UBL. Klub startował w UBL, wygrywając po raz pierwszy mistrzostwo. W 2016 klub zmienił nazwę na FK Dnipro. Sezon 2016/17 klub zakończył na trzecim miejscu, a w 2018 na drugim. W sezonie 2018/19 był poza podium.

## Sukcesy
- wicemistrz Ukrainy: 2014/15, 2017/18
- brązowy medalista Mistrzostw Ukrainy: 2016/17
- zdobywca Pucharu Ukrainy: 2016/17, 2017/18, 2018/19
- finalista Pucharu Ukrainy: 2014/15
- zdobywca Superpucharu Ukrainy: 2018
- zdobywca Pucharu Superligi: 2010/11, 2015/16

## Struktura klubu

### Hala
Klub koszykarski rozgrywa swoje mecze domowe w hali Pałacu Sportu Szynnyk w Dnieprze, który może pomieścić 1000 widzów.